# Xenon dioxide
Xenon dioxide, hoặc xenon(IV) Oxide, là một hợp chất vô cơ của xenon và oxy với công thức hóa học XeO2, được phát hiện vào năm 2011. Nó được tổng hợp ở 0 ℃ bằng cách thủy phân xenon tetraflorua (với H2SO4 2 mol/L).

## Cấu trúc
XeO2 có cấu trúc mở rộng (chuỗi hoặc mạng lưới) trong đó xenon và oxy có số liên kết là bốn và hai. Hình học tại xenon là vuông phẳng, phù hợp với lý thuyết VSEPR cho bốn phối tử và hai cặp đơn (hoặc AX4E2 trong ký hiệu của lý thuyết VSEPR).
Ngoài ra, sự tồn tại của một phân tử XeO2 đã được dự đoán bởi phương pháp hóa lượng tử hóa ab initio vài năm trước bởi Pyykkö và Tamm, nhưng các tác giả này đã không xem xét một cấu trúc mở rộng.

## Tính chất
XeO2 là chất rắn màu vàng cam. Đó là một hợp chất không ổn định, với thời gian bán phân hủy khoảng hai phút, tạo ra XeO3 và xenon. Cấu trúc và nhận dạng của nó đã được xác nhận bằng cách làm mát nó xuống -78 ℃ để có thể thực hiện được phép quang phổ Raman trước khi nó phân hủy.